# David Isberg
David Isberg (nascido em 23 de fevereiro, 1975) é um músico sueco, mais famoso por ter fundado a banda sueca de death metal progressivo Opeth.

## Carreira

### Antes do Opeth
Antes do Opeth, Isberg esteve na banda sueca de black metal Procreation (1989–1991). No Procreation, ele usou o apelido de Unholy Emperor. Ao lado de Isberg estava Christofer Johnsson, o homem mais conhecido por ser o vocalista da banda Therion, usando o nome Necro. Procreation fez duas fitas demos ("Enter the Land of the Dark Forgotten Souls of Eternity" (1991) e "Procreation of the Antichrist" (1990), juntamente com dois shows ao vivo (ambos no Hunddagis, Handen 1, realizados em 1989 ou 1990 (o ano não é confirmado) e o segundo show sendo realizado em 23 de fevereiro de 1991 para celebrar 16º aniversário de Isberg) com vários membros do Therion preenchendo os espaços vazios.

### Opeth
Isberg formou o Opeth com alguns amigos de Täby em 1990. Amigo de longa data, Mikael Åkerfeldt estava em uma banda chamada Eruption, mas estava pensando em uma saída desse grupo. Um dia Isberg convidou ele para tocar baixo para o Opeth e Åkerfeldt aceitou a oferta. Quando ele chegou aos ensaios, no entanto, nenhum dos outros membros da banda sabia que Åkerfeldt estava chegando e eles não queriam expulsar o baixista que já tinham. O argumento que se seguiu deixando de fora todos os membros do Opeth (com exceção de Isberg). Eles trocaram de nome para Crowley e lançaram uma fita demo chamada "The Gate", em 1991.
Isberg ficou com o Opeth até 1992, quando o deixou alegando diferenças criativas. Seus direitos como vocalista foram ocupados por Åkerfeldt.

### Após o Opeth e outros projetos
David Isberg continuou sua carreira musical com o projeto eletrônico Grooveza (mais tarde Grooveza/Fuzz), a banda de death metal Mynjun e atualmente pode ser encontrado na experimental David Isberg & The Stockholm War Ensemble bem como a banda de death metal de Estocolmo, Tutorial, juntamente com Adam Skogvards do Mynjun.
David Isberg é também conhecido como DJ Dake, tendo uma carreira de DJ bem sucedida com música independente e eletrônica, muitas vezes influenciada pela mágica cena de Madchester. Ele também é DJ de heavy, thrash, speed e death metal dos anos 80 no Club Rocks em Estocolmo, em uma base mensal.
Isberg também era ativo no maníacos extremos do blues, Dubplate Connection, que recentemente lançou seu álbum de estreia, Plays and sings the blues. Eles tem feito shows na Suécia e nos Estados Unidos em apoio ao álbum. Os outros três membros do Dubplate Connection são Mårten Tiljander, Linus Dielemans e o misterioso Southside Slim. Isberg deixou a banda à frente da turnê norte-americana devido a mais uma vez ele ter começado a tocar com seus antigos colegas do Mynjun.
Como se sabe hoje, Isberg está ativo em pelo menos duas bandas de extreme metal, Braathum (nomeada após uma antiga mansão de posse de Isberg) e a versão recomeçada do Mynjun. Há também rumores de que ele está prestes a terminar obras líricas que ele vem escrevendo desde cerca de 7 ou 8 anos.